# Simophion melanostigma
Simophion melanostigma là một loài tò vò trong họ Ichneumonidae.